# Kläranlage Limmattal
Die Kläranlage Limmattal, auch ARA Dietikon-Limmattal, ist die Kläranlage in Dietikon, die von Limeco betrieben wird. Sie gehört mit einem Einwohnerwert von 110.000 Menschen zu den grösseren Kläranlagen der Kantons Zürich. Sie reinigt das Abwasser aus den Zürcher Gemeinden Dietikon, Schlieren, Urdorf, Oberengstringen, Geroldswil, Weiningen, Unterengstringen, Oetwil an der Limmat, sowie aus der Aargauer Gemeinde Bergdietikon.

## Geschichte
Acht Gemeinden im Limmattal gründeten 1959 den Gemeindeverband Kläranlage Limmattal – die Gemeinde Bergdietikon sitess kam erst später dazu. Der Bau der Kläranlage begann 1961, die Inbetriebnahme erfolgte 1967. Die Anlage wurde 1975 mit einer Schlammverwertungsanlage ergänzt. 2012 wurde der acht Jahre dauernde Ausbau für 70 Mio. Franken eingeweiht.

## Technik
Die Anlage besteht aus den folgenden Komponenten:
Mechanische Stufe
- Vorklärung in 4 Becken

Biologische Stufe
- Festbettverfahren für Nitrifikation und Denitrifikation

Chemische Stufe
- Elimination von Phosphat